# Mornington Island Airport
Mornington Island Airport är en flygplats i Australien. Den ligger i kommunen Mornington och delstaten Queensland, omkring 1 900 kilometer nordväst om delstatshuvudstaden Brisbane. Den ligger på ön Mornington Island.
Trakten är glest befolkad. 
Savannklimat råder i trakten. Genomsnittlig årsnederbörd är 1 290 millimeter. Den regnigaste månaden är januari, med i genomsnitt 453 mm nederbörd, och den torraste är augusti, med 2 mm nederbörd.